# Crémant de Limoux
Le crémant de Limoux est un vin effervescent, protégé par une AOC. Son terroir viticole se situe dans le département de l'Aude, dans la région de Limoux, à 25 kilomètres au sud de Carcassonne. Ce secteur produit aussi un autre vin effervescent, la blanquette de Limoux et un vin tranquille le limoux.

## Histoire

Viticulture monastique

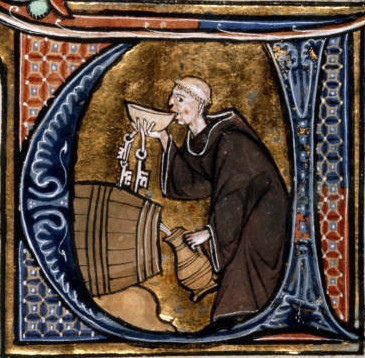
Moine goûtant son vin.

C'est en 1531 que les moines de l'abbaye de Saint-Hilaire, près de Limoux, produisirent un vin blanc qui prit mousse naturellement. Ce vin est considéré comme le premier vin effervescent du monde.
Le crémant est protégé par une AOC depuis 1990. Les principales entreprises de Limoux sont liées à la production viti-vinicole. On note principalement, la cave coopérative des vignerons du Sieur d'Arques avec près de 32 M € de CA et la Cave Coopérative Anne de Joyeuses avec plus de 20 M € de chiffre d'affaires.

## Situation géographique
Son terroir viticole se situe le long de la haute vallée de l'Aude entre les plateaux du Chalabrais à l’ouest, celui de Lacamp à l’est. L'aire d'appellation s'étend sur 41 communes.

### Orographie et géologie
Les versants sud des coteaux réservés à l’appellation présentent une combinaison de terres argilo-calcaires légères et caillouteuses.

### Climat
Le climat de Limoux est de type méditerranéen avec des étés chauds et secs et des hivers doux et peu pluvieux. La neige n'est pas rare, le brouillard occasionnel, les jours de vent ne sont pas rares. Les températures descendent peu en dessous de 0 °C en hiver. Les automnes et les printemps sont doux. La pluviométrie est assez faible toute l'année. Limoux ne possède pas de station météorologique, cependant, son climat est très proche de celui de Carcassonne.
| Mois                                            | jan.             | fév.             | mars            | avril           | mai             | juin            | jui.            | août             | sep.            | oct.             | nov.             | déc.             | année            |
| ----------------------------------------------- | ---------------- | ---------------- | --------------- | --------------- | --------------- | --------------- | --------------- | ---------------- | --------------- | ---------------- | ---------------- | ---------------- | ---------------- |
| Température minimale moyenne (°C)               | 3,1              | 3,5              | 5,6             | 7,7             | 11,4            | 14,8            | 17,2            | 17               | 14              | 11,2             | 6,6              | 3,8              | 9,7              |
| Température moyenne (°C)                        | 6,4              | 7,3              | 10              | 12,3            | 16,2            | 20,1            | 22,9            | 22,6             | 19,2            | 15,2             | 10               | 7                | 14,2             |
| Température maximale moyenne (°C)               | 9,7              | 11,1             | 14,4            | 17              | 21              | 25,4            | 28,6            | 28,3             | 24,5            | 19,3             | 13,5             | 10,2             | 18,6             |
| Record de froid (°C) date du record             | −12,5 16/01/1985 | −15,2 04/02/1963 | −7,5 01/03/2005 | −1,6 08/04/1956 | 0,9 04/05/2010  | 6 01/06/1949    | 8,4 04/07/1948  | 8,2 30/08/1986   | 2,9 27/09/1972  | −2 29/10/1949    | −6,8 22/11/1998  | −12 28/12/1962   | −15,2 04/02/1963 |
| Record de chaleur (°C) date du record           | 21,1 15/01/1955  | 23,6 15/02/1998  | 27,3 21/03/1990 | 31 13/04/1949   | 35,2 30/05/2001 | 39,8 21/06/2003 | 40,2 06/07/1982 | 41,9 13/08/2003  | 36,4 07/09/1988 | 31 10/10/1967    | 26,2 13/11/1948  | 22,4 18/12/1989  | 41,9 13/08/2003  |
| Nombre de jours avec gel                        | 7,6              | 5,1              | 2,7             | 0,1             | 0               | 0               | 0               | 0                | 0               | 0                | 2,5              | 6,5              | 24,5             |
| Ensoleillement (h)                              | 97               | 120              | 173             | 188             | 215             | 240             | 275             | 260              | 213             | 145              | 102              | 92               | 2 120            |
| Record de vent (km/h) date du record            | 122 14/01/2004   | 130 08/02/1996   | 104 07/03/1988  | 112 07/04/1994  | 94 28/05/1999   | 86 13/06/1982   | 108 28/07/1990  | 119 16/08/1983   | 97 26/09/1992   | 97 11/10/2006    | 101 07/11/1982   | 140 27/12/1999   | 140 27/12/1999   |
| Précipitations (mm)                             | 67,3             | 67,7             | 64,8            | 71,5            | 62,3            | 43              | 29,1            | 43,2             | 46,1            | 74               | 56,7             | 69,4             | 695,1            |
| Record de pluie en 24 h (mm) date du record     | 77,2 29/01/2006  | 86,4 12/02/1990  | 60,6 04/03/1969 | 81,6 27/04/1993 | 74,3 18/05/1977 | 67,6 05/06/1963 | 90,4 28/07/1990 | 107,4 26/08/1990 | 79,9 13/09/1963 | 151,3 11/10/1970 | 168,6 12/11/1999 | 113,6 03/12/2003 | 168,6 12/11/1999 |
| Nombre de jours avec précipitations             | 10               | 9,4              | 9,6             | 9,7             | 8,5             | 5,9             | 4,5             | 5,4              | 5,6             | 7,5              | 8,5              | 9,3              | 93,9             |
| dont nombre de jours avec précipitations ≥ 5 mm | 4,3              | 4,5              | 4,1             | 4,4             | 3,9             | 2,7             | 1,8             | 2,4              | 2,6             | 3,3              | 3                | 4,2              | 41,2             |
| Humidité relative (%)                           | 82               | 79               | 74              | 74              | 72              | 69              | 64              | 68               | 73              | 80               | 82               | 84               | 75,08            |
| Nombre de jours avec neige                      | 2,1              | 2,1              | 0,9             | 0,3             | 0               | 0               | 0               | 0                | 0               | 0                | 0,6              | 1,4              | 7,4              |
| Nombre de jours d'orage                         | 0,3              | 0,3              | 0,8             | 1,5             | 2,2             | 2,9             | 3,8             | 3,8              | 2,1             | 1,1              | 0,1              | 0,2              | 19,1             |
| Nombre de jours avec brouillard                 | 2,8              | 1,6              | 0,9             | 0,5             | 0,4             | 0,2             | 0,3             | 0,3              | 0,9             | 1,9              | 2,1              | 2,2              | 14,1             |

| Diagramme climatique                                  |             |             |           |            |            |              |            |            |            |             |             |
| J                                                     | F           | M           | A         | M          | J          | J            | A          | S          | O          | N           | D           |
| 9,73,167,3                                            | 11,13,567,7 | 14,45,664,8 | 177,771,5 | 2111,462,3 | 25,414,843 | 28,617,229,1 | 28,31743,2 | 24,51446,1 | 19,311,274 | 13,56,656,7 | 10,23,869,4 |
| Moyennes : • Temp. maxi et mini °C • Précipitation mm |             |             |           |            |            |              |            |            |            |             |             |

## Vignoble

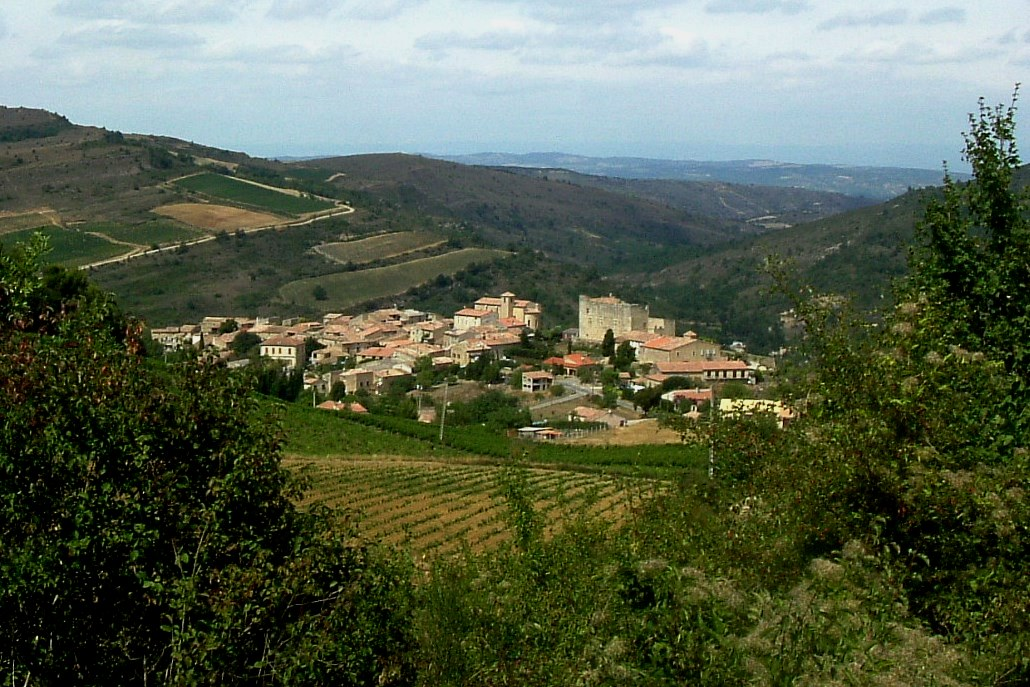
Vignoble de Roquetaillade

### Présentation
Le vignoble se trouve sur les communes de Alet-les-Bains, Ajac, Antugnac, Bouriège, Campagne-sur-Aude, Cassaignes, Castelreng, Cépie, Conilhac-de-la-Montagne, Couiza, Cournanel, Coustaussa, La Digne-d'Amont, La Digne-d'Aval, Espéraza, Fa, Festes-et-Saint-André, Gaja-et-Villedieu, Gardie, Ladern-sur-Lauquet, La Serpent, Limoux, Loupia, Luc-sur-Aude, Magrie, Malras, Montazels, Pauligne, Peyrolles, Pieusse, Pomas, Roquetaillade, Rouffiac-d'Aude, Saint-Couat-du-Razès, Saint-Hilaire, Saint-Polycarpe, Serres, Tourreilles, Vendémies, Villar-Saint-Anselme, Villebazy et Villelongue-d'Aude.

### Encépagement
Cépages principaux : Chardonnay et Chenin. Cépages accessoires : Mauzac et Pinot.

### Méthodes culturales et réglementaires
La production annuelle de crémant est de 30 000 hectolitres. Le rendement moyen est de 40 hectolitres/hectare. Le crémant est élaboré en méthode traditionnelle. La différence avec la Blanquette réside dans le pourcentage des cépages ainsi que dans la durée du vieillissement sur lie qui est passée en 2004 de 12 mois à 15 mois minimum.

### Terroir et vins

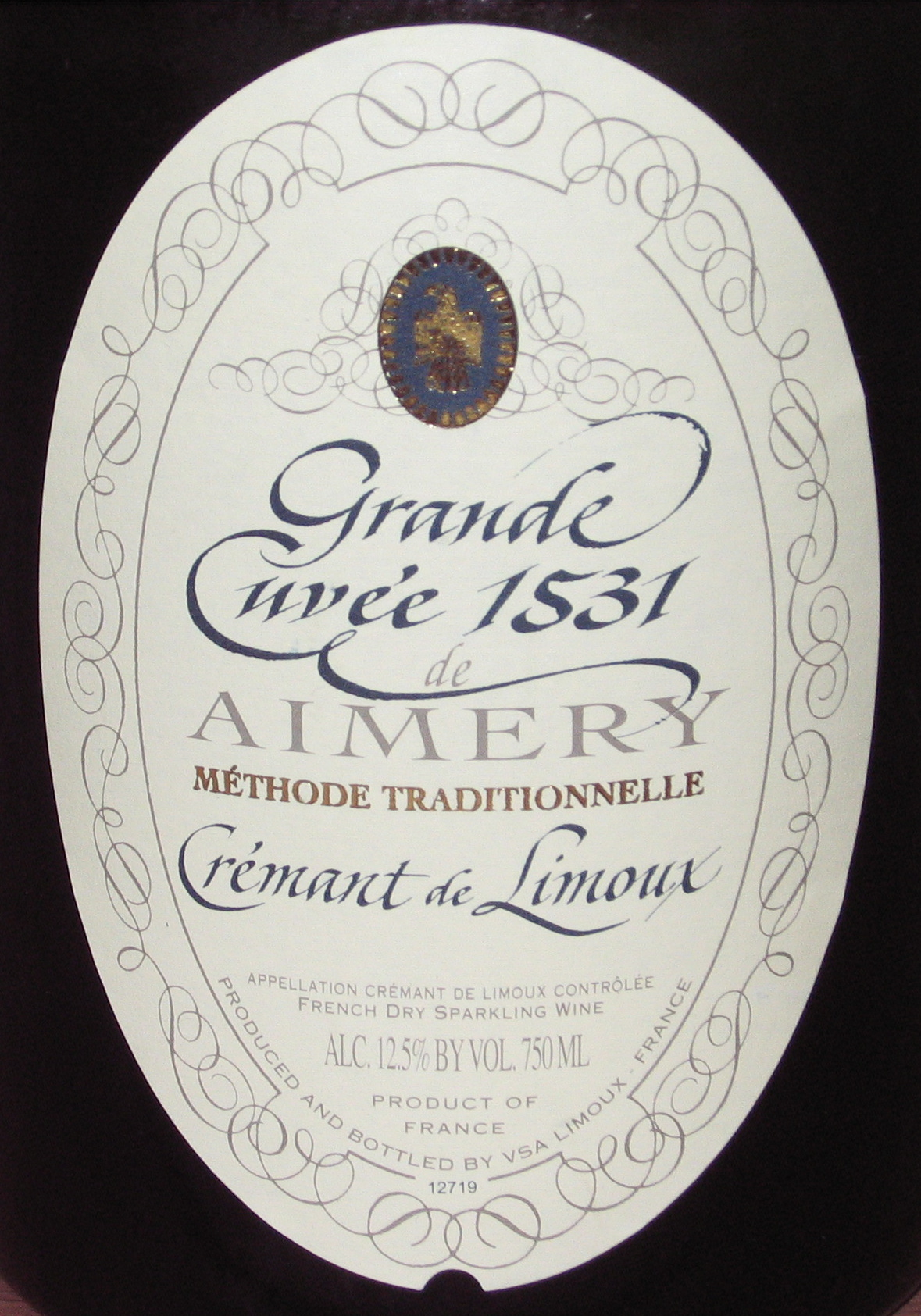
Étiquette de crémant

Le crémant se présente dans une robe pâle aux reflets dorés. Son nez est marqué par des notes de fleurs blanches rehaussées de pointes d'agrumes et de pain grillé.

### Structure des exploitations
Il y a 400 producteurs qui se répartissent en 2 caves coopératives, 24 caves particulières et 8 maisons de négoce.

### Type de vins et gastronomie

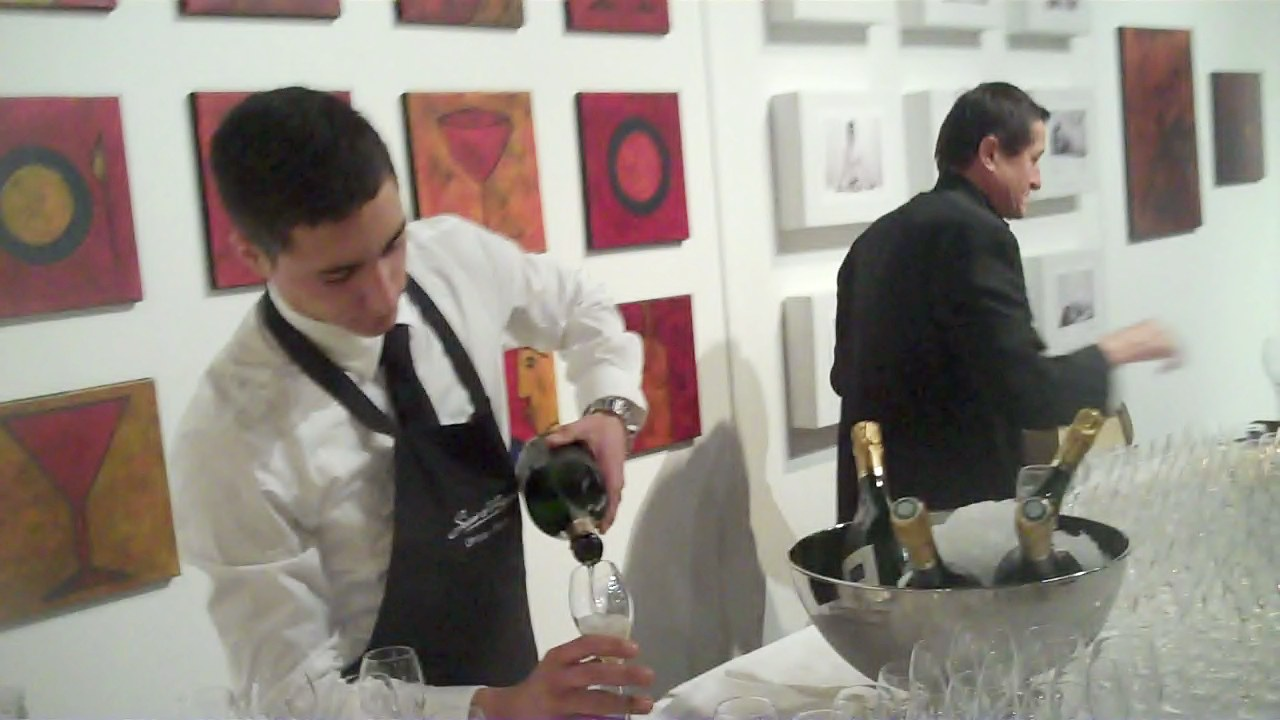
Service du crémant de Limoux

Il est à déguster dans les deux ans qui suivent son acquisition. Il se sert à 6 / 7° de température, généralement à l'apéritif. Ce vin effervescent accompagne aussi poissons, viandes blanches et desserts.

### Commercialisation
Le marché intérieur se subdivise en 53,90 % en grande distribution, 11,55 % en vente directe auprès des particuliers, 7,70 % chez les cavistes et 3,85 % dans les CHR (cafés, hôtels, restaurants). Pour l'export les pays suivants se partagent le marché : 7 % en Belgique, 5 % aux États-Unis, 3 % en Grande-Bretagne, 2 % au Canada, 1 % en Allemagne et 5 % dans les autres pays.